# Toni Innauer
Toni Innauer   (Bezau, 1 d'abril de 1958) és un saltador d'esquí austríac, ja retirat, que va competir durant la dècada de 1970.
El 1976 va prendre part en els Jocs Olímpics d'Hivern d'Innsbruck, on va disputar dues proves del programa de salt amb esquís. En el salt llarg guanyà la medalla de plata, mentre en el salt curt fou setè. Quatre anys més tard, als Jocs de Lake Placid, tornà a disputar dues proves del programa de salt amb esquís. En aquesta ocasió guanyà la medalla d'or en el salt curt, mentre en el salt llarg fou quart. També va guanyar la medalla de plata al Campionat del món de vol d'esquí de Vikersund el 1977.
El 5 de març de 1976 va establir el rècord mundial de salt amb esquí en 174 metres. Dos dies després va millorar el rècord mundial amb 176 metres. Ambdós rècords foren establerts a Oberstdorf, Alemanya Occidental.
Es va retirar el 1980 a causa d'una lesió al turmell. El 1987 es va graduar a la Universitat de Graz amb una llicenciatura en filosofia, psicologia i ciències de l'esport. La seva tesi va ser sobre la sociologia del salt d'esquí. De 1989 a 1992 i el 2001/02, va entrenar l'equip austríac de salts d'esquí. De 1993 al 2001 i del 2002 al 2013 fou director d'esquí nòrdic a la Federació d'Esquí Austríac. També és l'expert en salts d'esquí del canal de televisió alemany ZDF.